# Pacifigeron
Pacifigeron é um género botânico pertencente à família Asteraceae.